# Ricardo Gomes
Ricardo Gomes Raymundo (* 13. prosince 1964 Rio de Janeiro) je bývalý brazilský fotbalista, který hrál nejčastěji ve středu obrany.
Začínal ve Fluminense FC, s nímž vyhrál v roce 1984 Campeonato Brasileiro Série A. Později působil v Benfice Lisabon (mistr Portugalska 1989 a 1991, vítěz Taça de Portugal 1996) a Paris Saint-Germain FC (mistr Francie 1994, Francouzský fotbalový pohár 1993 a 1995, Coupe de la Ligue 1995). Za brazilskou reprezentaci odehrál 45 zápasů a vstřelil čtyři branky. Vyhrál Panamerické hry 1987 a získal stříbrnou medaili na olympiádě 1988, startoval na Copa América 1987, kde Brazilci vypadli v základní skupině, a na domácím Copa América 1989, které vyhráli. Byl kapitánem Brazílie na mistrovství světa ve fotbale 1990, na kterém jeho tým vypadl v osmifinále s Argentinou. Byl také nominován na mistrovství světa ve fotbale 1994, kde Brazilci získali titul, o účast ho však připravilo zranění, které utrpěl těsně před začátkem turnaje.
Po ukončení kariéry v roce 1996 se stal trenérem. Paris Saint-Germain dovedl v roce 1998 k zisku poháru, vyhrál Coupe de la Ligue 2005 s FC Girondins de Bordeaux a Copa do Brasil 2011 s CR Vasco da Gama. Od roku 2017 působí jako sportovní ředitel klubu Santos FC.